# Melloina gracilis
Espèce
Synonymes
- Melloa gracilis Schenkel, 1953

Melloina gracilis est une espèce d'araignées mygalomorphes de la famille des Theraphosidae.

## Distribution
Cette espèce est endémique de l'État de Falcón au Venezuela,. Elle se rencontre vers Jacura et Bolívar. 

## Description
Le mâle holotype mesure 19 mm.
Le mâle décrit par Raven en 1999 mesure 19 mm.
La femelle décrite par Goloboff-Szumik et Ríos-Tamayo en 2022 mesure 30,32 mm.

## Systématique et taxinomie
Cette espèce a été décrite sous le protonyme Melloa gracilis par Schenkel en 1953. Melloa Schenkel, 1953 étant préoccupé par Melloa Roewer 1930, il a été remplacé par Melloina par Brignoli en 1985.

## Publication originale
- Schenkel, 1953 : « Bericht über eingie Spinnentiere aus Venezuela. » Verhandlungen der Naturforschenden Gesellschaft in Basel, vol. 64, no 1, p. 1-57.